# Gudrun Seidenauer
Gudrun Seidenauer (* 19. Juli 1965 in Salzburg) ist eine österreichische Schriftstellerin. 2005 erschien ihr Romanerstling „Der Kunstmann“ im Residenz Verlag. Die ausgebildete Pädagogin unterrichtet seit 2001 am Musischen Gymnasium in Salzburg die Fächer Deutsch, Kreatives Schreiben und Literatur. Davor war sie als Erwachsenenbildnerin tätig und leitete Creativ-Writing-Projekte für Frauen und Jugendliche. Gemeinsam mit ihrem Ehemann, dem Schriftsteller Wolfgang Wenger, lebt Seidenauer in der Tennengauer Gemeinde Adnet. Sie verfasst seit 1990 vorwiegend kürzere Prosa und Lyrik, publizierte in diversen literarischen Zeitschriften und erhielt unter anderem 1995 den Lyrikpreis des Landes Salzburg.

## Leben
Gudrun Seidenauer wuchs in der Landeshauptstadt Salzburg auf. Sie studierte Germanistik und Romanistik.
Nach mehreren Publikationen in Literaturzeitschriften wie "Manuskripte", "SALZ" und "Literatur und Kritik" machte sie 1996 erstmals mit ihrer Anagramm-Sammlung Apfel und Aug auf sich aufmerksam. 1999 erschien "Wüstenlieder", in dem sie in neun zumeist über zwei, drei Seiten ausladenden Gedichten, die wiederum aus zahlreichen kleinen und kleinsten Einheiten bestehen, die Themen Leben, Liebe und Tod umschrieb.
Für Gudrun Seidenauers Prosadebüt "Der Kunstmann" (2005) über die Enttarnung des als damals als linksliberal geltenden Germanistikprofessors und Aachener Rektors Hans Schwerte stand als ehemaliger SS-Hauptsturmführer Hans Ernst Schneider Mitte der 1990er Jahre Pate. "Der Kunstmann" sei aber kein Schlüsselroman, verdeutlichte Seidenauer, „Eisner im Roman ist nicht Schwerte in der Wirklichkeit“. Der Roman gehe vielmehr der Frage nach, „inwieweit sich eine Person neu erfinden kann und inwieweit reine Sprach- und Schreibtischtätigkeit Mittäterschaft an Verbrechen bedeuten kann“.
In "Aufgetrennte Tage" (2009) ist der Kampf und Würde und Selbstbehauptung einer Demenzkranken Thema, eingebettet in eine spannungsvolle Mutter-Tochter-Beziehung, einen möglichen Kriminalfall und ein Netzwerk von Erinnerungsfragmenten, die Zeitgeschichte im persönlichen Erleben spürbar machen.
"Hausroman" (2012) schildert in sieben verflochtenen (Liebes-)Geschichten von Wendepunkten in den Leben der Bewohner eines Stadthauses, erzählt vom Haus selbst.
Auszeichnungen und Stipendien
- Staatsstipendium Des Bundesministerium für Unterricht und Kunst für Literatur (1999)
- Staatsstipendium des Bundesministerium für Unterricht und Kunst für Literatur (1996)
- Lyrikpreis des Landes Salzburg (1995)
- Nachwuchsstipendium des Bundesministeriums für Unterricht und Kunst (1993)
- Nachwuchsstipendium des Bundesministeriums für Unterricht und Kunst (1992)
- Rauriser Förderungspreis (1991)
- Österreichisches Staatsstipendium für Literatur 2000
- Jahresstipendium des Landes Salzburg 2002/03 für den Roman "Der Kunstmann"
- Aufenthaltsstipendium Sardinien 2006 im Rahmen des Austausch-Programms Sardegna-Salisburgo

## Werke
- apfel und aug, 49 anagrammgedichte; Otto Müller, Salzburg-Wien 1996; ISBN 3-7013-0926-4
- Wüstenlieder, Gedichte; Edition Thurnhof 1999; ISBN 3-900678-43-X
- Der Kunstmann, Roman; Residenz Verlag; St. Pölten 2005; ISBN 3-7017-1402-9
- Aufgetrennte Tage, Roman; Residenz Verlag; St. Pölten 2009; ISBN 978-3-7017-1514-5
- Knallgelb verschränkt, Kurzprosa, Lyrik & Bilder; mit Bildern von Monika Sperrer; Edition Tandem; Salzburg 2010; ISBN 978-3-902606-47-1
- Hausroman, Roman; Residenz Verlag; St. Pölten 2012; ISBN 978-3-7017-1601-2
- Was wir einander nicht erzählten, Roman; Milena Verlag; Wien 2018; ISBN 978-3-903184-24-4
- Libellen im Winter, Roman; Jung und Jung Verlag; Salzburg 2023; ISBN 978-3-99027-274-9